# Simulium noguerai
Simulium noguerai är en tvåvingeart som beskrevs av D'andretta och Gonzalez 1964. Simulium noguerai ingår i släktet Simulium och familjen knott. Inga underarter finns listade i Catalogue of Life.